# الجالية العراقية في أوروبا
الجالية العراقية في أوروبا (بالإنجليزية: Iraqi diaspora in Europe) كانت هناك موجات عديدة من اللاجئين والمهاجرين من العراق منذ أواخر السبعينيات وحتى الوقت الحاضر، بسبب الأحداث الكبرى في التاريخ الحديث للعراق أسفرت عن مهاجرة ملايين العراقيين: من الحرب الإيرانية العراقية 1980-1988، وحرب الخليج عام 1991، والعقوبات الاقتصادية التي استمرت من عام 1991 حتى الإطاحة بحكم صدام حسين، والغزو الذي قادته الولايات المتحدة للعراق عام 2003، وأيضا خلال العمليات العسكرية ضد تنظيم الدولة الإسلامية (داعش) عام 2014.

## عدد العراقيين في جميع البلدان
| مرتبة | دولة            | المدينة  | عدد العراقيين        | مزيد من المعلومات            |
| ----- | --------------- | -------- | -------------------- | ---------------------------- |
| 1     | ألمانيا         | برلين    | 450,000              | عراقيون في المانيا           |
| 2     | المملكة المتحدة | لندن     | 250000               | العراقيون في المملكة المتحدة |
| 3     | تركيا           | أنقرة    | من 60.000 إلى 90.000 | عراقيون في تركيا             |
| 4     | السويد          | ستوكهولم | 135129               | عراقيون في السويد            |
| 5     | هولندا          | أمستردام | 43000 (0.3٪)         | العراقيون في هولندا          |
| 6     | فنلندا          | هلسنكي   | 32778 (0.6٪)         | العراقيون في فنلندا          |
| 7     | اليونان         | أثينا    | 5000 - 40000         | العراقيون في اليونان         |
| 8     | النرويج         | أوسلو    | 30144 (2014)         | عراقيون في النرويج           |
| 9     | الدنمارك        | كوبنهاغن | 12000                | عراقيون في الدنمارك          |
| 10    | بلجيكا          | بروكسل   | 10000-15000          | عراقيون في بلجيكا            |
| 11    | النمسا          | فيينا    | 5000 - 10000         | عراقيون في النمسا            |

## عدد الجالية العراقية الحالي في أوروبا

### النمسا
يبلغ إجمالي عدد اللاجئين في النمسا حوالي 5،627.

### بلجيكا
يبلغ إجمالي عدد اللاجئين في بلجيكا حوالي 13000.

### بلغاريا
يبلغ إجمالي عدد اللاجئين في بلغاريا حوالي 1200.

### الدنمارك
كانت الدنمارك دولة مضيفة قوية للاجئين العراقيين، حيث يوجد حوالي 12000.

### فنلندا
يبلغ عدد العراقيين في فنلندا 32778 وهو رابع أكبر عدد في أوروبا بعد السويد وألمانيا والمملكة المتحدة.

### فرنسا
يقدر عدد العراقيين الحاليين في فرنسا بحوالي 8200. تزعم بعض التقارير أن هناك 1300 لاجئ عراقي يعيشون في فرنسا.

### ألمانيا
يقدر عدد العراقيين في ألمانيا بحوالي 150 ألفاً.

### اليونان
اليونان هي نقطة الدخول الأكثر شيوعًا للعراقيين إلى الاتحاد الأوروبي.

### المجر
هاجر ما يقرب من 1200 لاجئ عراقي إلى المجر.

### أيرلندا
تزعم المصادر أن هناك 340 لاجئ عراقي يعيشون في إيرلندا.

### إيطاليا
يبلغ عدد العراقيين الحاليين في إيطاليا حوالي 1300 نسمة، لكن أحد المصادر يدعي أن هناك 1068، أي ما يقرب من 50 عائلة.

### النرويج
غير معروف

### هولندا
غير معروف

### رومانيا
هناك ما لا يقل عن 3.000 شخص من مواليد العراق يعيشون في رومانيا.

### روسيا
هاجرت مجموعات كبيرة من العراقيين إلى روسيا منذ التسعينيات.

### إسبانيا
السكان العراقيون الحاليون في إسبانيا غير معروف، شكلت الهجرة العراقية إلى إسبانيا 1،706 من المقيمين الدائمين في عام 2006.

### السويد
غير معروف

### سويسرا
يقدر عدد العراقيين الحاليين في سويسرا بحوالي 5000.

### تركيا
يبلغ عدد المواطنين الأتراك من أصول عراقية حاليًا حوالي 60.000-90.000. معظم اللاجئين العراقيين الذين يعيشون في تركيا هم من المسيحيين.

### المملكة المتحدة
غير معروف